# Scrubs – Die Anfänger/Staffel 3
Die dritte Staffel der US-amerikanischen Fernsehserie Scrubs – Die Anfänger feierte ihre Premiere am 2. Oktober 2003 auf dem Sender NBC. Die deutschsprachige Erstausstrahlung sendeten der deutsche Free-TV-Sender ProSieben und der österreichische Free-TV-Sender ORF eins vom 7. September 2005 bis zum 29. April 2006.

## Darsteller
| Figur                            | Darsteller       | Deutscher Sprecher       |
| -------------------------------- | ---------------- | ------------------------ |
| Dr. John Michael „J. D.“ Dorian  | Zach Braff       | Kim Hasper               |
| Dr. Elliot Reid                  | Sarah Chalke     | Ranja Bonalana           |
| Dr. Christopher Duncan Turk      | Donald Faison    | Sebastian Schulz         |
| Carla Espinosa                   | Judy Reyes       | Tanja Geke               |
| Dr. Percival Ulysses „Perry“ Cox | John C. McGinley | Bernd Vollbrecht         |
| Dr. Robert „Bob“ Kelso           | Ken Jenkins      | Friedrich Georg Beckhaus |
| Der Hausmeister                  | Neil Flynn       | Thomas Nero Wolff        |
| Nebendarsteller                  |                  |                          |
| Schwester Laverne Roberts        | Aloma Wright     | Regina Lemnitz           |
| Dr. Todd „The Todd“ Quinlan      | Robert Maschio   | Björn Schalla            |
| Theodore „Ted“ Buckland          | Sam Lloyd        | Hans Hohlbein            |
| Jordan Sullivan                  | Christa Miller   | Andrea Kathrin Loewig    |
| Danni Sullivan                   | Tara Reid        | Maria Koschny            |
| Sean Kelly                       | Scott Foley      | Timmo Niesner            |
| Dr. Doug Murphy                  | Johnny Kastl     | Bernhard Völger          |
| Dr. Grace Miller                 | Bellamy Young    | Christin Marquitan       |
| Randall Winston                  | Martin Klebba    | Gerald Schaale           |

## Episoden
| Nr. (ges.) | Nr. (St.) | Deutscher Titel                | Originaltitel               | Erstausstrahlung USA | Deutschsprachige Erstausstrahlung (D/A) | Regie           | Drehbuch                       |
| --- | --------- | ------------------------------ | --------------------------- | -------------------- | --------------------------------------- | --------------- | ------------------------------ |
| 47 | 1         | Mein drittes Jahr              | My Own American Girl        | 2. Okt. 2003         | 7. Sep. 2005 (ProSieben)                | Bill Lawrence   | Bill Lawrence                  |
| J. D. hat Probleme bei der Diagnose eines Patienten, aber Dr. Cox will ihm nicht mehr helfen, weil er findet, es sei nun an der Zeit, dass er auf eigenen Beinen stehen kann. Turk und Carla helfen ihm, aber sie finden auch nichts. Da hilft Dr. Cox doch noch. Dr. Kelso hat seit dem Faustschlag von Dr. Cox ein Problem mit der Nase, weil es beim Atmen immer pfeift. Die Mitarbeiter nutzen dies gnadenlos aus, weil sie nun wissen, wann der Despot auftaucht. Elliots Selbstvertrauen ist wieder mal im Keller, alle ignorieren sie. Der Hausmeister gibt ihr einen Tipp, was sie ändern muss. So kommt plötzlich eine optisch veränderte und vor Selbstvertrauen strotzende Elliot zurück. |           |                                |                             |                      |                                         |                 |                                |
| 48 | 2         | Meine neue Ära                 | My Journey                  | 9. Okt. 2003         | 8. Sep. 2005 (ProSieben)                | Michael Spiller | Tim Hobert                     |
| Carla findet auf dem Tresen eine Urinprobe ohne Namen. Sie macht alle verrückt, weil sie unbedingt wissen will, wem sie gehört. Als der Hausmeister eine dumme Bemerkung darüber macht, staucht Carla ihn zusammen. Dies wirkt, er durchsucht den Abfall und findet die passende Namensetikette. Turk und Carla setzen das Datum ihrer Hochzeit fest, J. D. hat Angst, dass er nun seinen besten Freund verliert und will noch möglichst viel Zeit mit ihm verbringen. Doch Turk bringt zu einem Männerabend auch Todd mit, was J. D. gar nicht passt. Elliot hat ihren Ex-Freund Sean wieder getroffen. Er will eigentlich keine Beziehung mehr mit ihr, weil sie unzuverlässig ist. Da meint Elliot, sie könne Sean vor ihre Arbeit stellen, aber Dr. Cox macht ihr klar, dass dies als Arzt nicht geht. Elliot erklärt Sean die Situation, da ist er bereit für eine Beziehung. |           |                                |                             |                      |                                         |                 |                                |
| 49 | 3         | Mein Berater                   | My White Whale              | 23. Okt. 2003        | 12. Sep. 2005 (ProSieben)               | Michael Spiller | Eric Weinberg                  |
| Elliot, Turk und J. D. haben neue Assistenzärzte zur Ausbildung erhalten. Jeder geht mit unterschiedlichen Strategien an die Aufgabe. Elliot zweifelt immer noch an eigenen Fähigkeiten, Turk ist zu streng mit ihnen und J. D. macht auf guter Kumpel, was gar nicht gut ankommt. Elliot empfiehlt ihm, ein paar Ratschläge von Sean anzunehmen. Doch zunächst will er nicht, weil er eifersüchtig auf Sean ist. Baby Jack hustet ein wenig, Dr. Cox wird deswegen gleich panisch und rennt zum besten Kinderarzt der Klinik. Doch Dr. Norris ist nicht bereit, Jack sofort zu behandeln. Es entbrennt ein übler Streit zwischen den beiden Ärzten, bis Dr. Cox merkt, dass Dr. Norris genauso unausstehlich sein kann wie er selbst. Als Dr. Cox dann einlenkt, ist Dr. Norris gerne zu einer Diagnose bereit, Jack hat nur eine leichte Erkältung. |           |                                |                             |                      |                                         |                 |                                |
| 50 | 4         | Mein Stolz                     | My Lucky Night              | 30. Okt. 2003        | 13. Sep. 2005 (ProSieben)               | John Inwood     | Neil Goldman & Garrett Donovan |
| Elliot und Sean sind sehr glücklich miteinander, J. D. ist immer noch eifersüchtig auf die beiden. Doch als er erfährt, dass Sean für eine Weiterbildung für sechs Monate weg muss, sieht er seine Chance, um Elliot zurückzugewinnen. Doch die erwachsen gewordene Elliot hat sich entschieden, mit Sean eine Fernbeziehung einzugehen, weil sie sich reif dafür fühlt. Der Oberarzt der Chirurgie muss neu besetzt werden, Dr. Kelso favorisiert seinen persönlichen Assistenten Dr. Steadman, was Dr. Cox dazu anstachelt, selbst für den Posten zu kandidieren. Dazu braucht er aber die Unterstützung von Jordan, sie will aber, dass er sie um ihre Hilfe bittet, was ihm nicht leicht fällt. Carla kann als OP-Schwester bei Turk aushelfen, aber er findet das gar nicht gut, weil sein Macho-Image unter den Kollegen leidet. Erst als Dr. Wen ihn für eine OP mit Carla an der Seite lobt, merkt er, dass er sie nicht hätte vertreiben sollen, weil sie ihm Glück bringt. |           |                                |                             |                      |                                         |                 |                                |
| 51 | 5         | Mein großer Fehler             | My Brother, Where Art Thou? | 6. Nov. 2003         | 14. Sep. 2005 (ProSieben)               | Marc Buckland   | Mike Schwartz                  |
| J. D.s Bruder Dan ist wieder zu Besuch und möchte das Krankenhaus sehen. Da J. D. dies nicht passt, hofft er, dass Dr. Cox den Wunsch auch ausschlägt. Aber er findet dies natürlich toll, weil er J. D. damit ärgern kann. Dabei merkt Dan, wie Dr. Cox solche Sachen ständig mit ihm tut. Er setzt sich für J. D. bei Dr. Cox ein, dass er auch mal nett zu ihm sein könnte. Dr. Kelso hat die Weisung herausgegeben, dass keine Zweitarbeit mehr toleriert wird, da das Risiko für das Krankenhaus zu groß ist. Doch die Mitarbeiter interessiert dies nicht, weil sie das Geld brauchen. So auch Carla und Elliot, die in einer Tierarztpraxis aushelfen. Bis Dr. Kelso mit seinem Hund vorbeikommt. Er will beide sofort suspendieren, doch Ted hilft den Frauen, dass sie ihren Job behalten können. |           |                                |                             |                      |                                         |                 |                                |
| 52 | 6         | Mein Handtaschentrick          | My Advice to You            | 13. Nov. 2003        | 15. Sep. 2005 (ProSieben)               | Gail Mancuso    | Debra Fordham                  |
| Carlas Bruder Marco kommt zu Besuch. Seit der Beerdigung ihrer Mutter hat er ein Problem mit Turk. Er macht sich ständig auf Spanisch lustig über ihn. Bis Turk herausfindet, dass Marco seine Sprache sehr wohl versteht und auch sprechen kann. J. D. trauert immer noch Elliot nach und versucht alles, um ihr nahe zu sein. Bis er Danni kennenlernt, die eben von ihrem Freund verlassen wurde. Doch irgendwie kann er sich nicht auf sie konzentrieren, da er immer an Elliot denkt. Als er sie dann doch noch zu einem Kaffee einladen will muss er feststellen, dass sie Jordans Schwester ist. Dr. Kelso gibt die Anweisung, dass man sich um alle Patienten gleich kümmern muss, auch um die, die eigentlich keine Chance mehr haben. Dr. Cox sieht dies natürlich ganz anders und ist erstaunt darüber, dass sich J. D. an die Anweisungen von Dr. Kelso hält. |           |                                |                             |                      |                                         |                 |                                |
| 53 | 7         | Meine fünfzehn Sekunden        | My Fifteen Seconds          | 20. Nov. 2003        | 16. Sep. 2005 (ProSieben)               | Ken Whittingham | Mark Stegemann                 |
| Danni und J. D. haben doch noch zueinander gefunden, doch Dr. Cox passt dies überhaupt nicht. Er versucht die Beziehung zu sabotieren, indem er Danni davon erzählt, dass J. D. einmal mit Jordan geschlafen hat. Doch das stört sie nicht. Dr. Kelso hört nichts mehr, weil ihm die neuen billigen Stethoskope beide Trommelfelle verletzt haben. Carla bekommt Streit mit Elliot, weil sie ihr zu einer Behandlung geraten hat, die dann zu Problemen führte. Turk erklärt ihr, dass sie zwar draußen der Chef ist, aber im Krankenhaus sollte sie die Meinung der Ärzte respektieren. Dr. Cox und J. D. merken lange nicht, dass ihre Patientin Suizid begehen wollte, weil sie sich zu wenig Zeit für sie nehmen. |           |                                |                             |                      |                                         |                 |                                |
| 54 | 8         | Meine Kollegin                 | My Friend the Doctor        | 4. Dez. 2003         | 19. Sep. 2005 (ProSieben)               | Ken Whittingham | Gabrielle Allan                |
| Elliots Selbstvertrauen ist wieder einmal im Keller, denn ständig ist J. D. schneller bei den Notfällen, als sie selbst. Vor allem wenn es dann noch ihre eigenen Patienten sind, nagt das sehr an ihr. Dr. Cox will zeigen, wie gut er Basketball spielen kann, doch dann verletzt er sich am Rücken. Er will aber nicht wahrhaben, dass er nicht mehr so jung ist, wie er sich selbst fühlt. Der Hausmeister hat verschiedene Identitäten angenommen und spielt sie vor den Angestellten, J. D. ist aber nicht beeindruckt davon, bis er ihn in einem Film im Fernsehen sieht. |           |                                |                             |                      |                                         |                 |                                |
| 55 | 9         | Mein Verzicht                  | My Dirty Secret             | 11. Dez. 2003        | 9. Sep. 2005 (ProSieben)                | Chris Koch      | Matt Tarses                    |
| Elliot verschafft einer Patientin während einer Beckenuntersuchung einen Orgasmus. Wie sich danach zeigt, hat sie aber Probleme, die medizinischen Begriffe für die Geschlechtsorgane auszusprechen. Ungefragt will Carla ihr dabei helfen, vergisst dabei aber, dass sie selbst keine Kritik von anderen verträgt, aber ständig Ratschläge erteilt. J. D. gibt Dr. Cox Tipps wie er die Kommunikation mit Jordan verbessern kann. Da er nicht den richtigen Ton findet, wirft ihn Jordan aus der Wohnung und er geht zu J. D. nach Hause, um ihn zu nerven. Der Patient von J. D. und Dr. Cox verweigert die notwendige Operation wegen seines Prostatakrebses. Dabei stellen sie fest, dass auch andere Menschen nicht offen miteinander sprechen können, denn der Patient schickt seine Frau aus dem Zimmer, wenn es delikat wird. |           |                                |                             |                      |                                         |                 |                                |
| 56 | 10        | Meine Regeln                   | My Rule of Thumb            | 22. Jan. 2004        | 20. Sep. 2005 (ProSieben)               | Craig Zisk      | Janae Bakken                   |
| Die todkranke Patientin von Elliot und Carla gesteht, dass sie noch Jungfrau ist und wünscht sich nichts mehr, als vor ihrem Tod noch Sex zu haben. So machen sich die beiden auf die Suche nach einem Callboy, werden dabei aber verhaftet. Bevor sie dazukommen, etwas zu unternehmen hat sich Ted schon der Sache angenommen. Turk und Dr. Cox geraten aneinander, weil der für die Lebertransplantation vorgesehene Patient nicht abstinent war und Turk nun die Operation verweigert. Danni will bei ihrer Schwester ausziehen, weil sie sie beim Sex mit Dr. Cox gesehen hat. J. D. offeriert ihr, dass sie bei ihm wohnen kann, doch kaum hat er es gesagt, beginnt er schon daran zu zweifeln. |           |                                |                             |                      |                                         |                 |                                |
| 57 | 11        | Mein sauberer Abgang           | My Clean Break              | 3. Feb. 2004         | 21. Sep. 2005 (ProSieben)               | Chris Koch      | Angela Nissel                  |
| J. D. spielt mit dem Gedanken mit Danni Schluss zu machen. Als sie dann noch vorschlägt, dass sie zusammenziehen, muss er handeln. Nur hat er noch nie mit einer Freundin Schluss gemacht. Als Danni ein Gespräch von J. D. mit Elliot mitbekommt, macht sie Schluss mit ihm, weil sie merkt, dass er immer noch Gefühle für Elliot hat. Dr. Kelso mäkelt am Aussehen von Elliot herum, weil sie zu gepflegt ist für eine Ärztin. Dies nagt wieder mal am Selbstvertrauen, doch der Hausmeister unterstützt sie, weil er sie so hübsch findet. Dr. Cox hat eine Sinnkrise, durch seine Familie ist er nicht mehr der bärbeißige Despot, vor dem alle jungen Ärzte Angst haben. Dies macht ihm Angst. |           |                                |                             |                      |                                         |                 |                                |
| 58 | 12        | Mein Katalysator               | My Catalyst                 | 10. Feb. 2004        | 22. Sep. 2005 (ProSieben)               | Michael Spiller | Bill Lawrence                  |
| Das Sacred Heart bekommt Unterstützung von Dr. Casey (Michael J. Fox), einem bekannten Chirurgen und Internisten. Er hat zusammen mit Dr. Cox die Assistenzarztzeit verbracht, leidet aber seit langem an einer Zwangsstörung. Alle sind beeindruckt von ihm, wie leicht ihm alles fällt, auch Turk, der gerade von seinem Chef Dr. Wen gelobt wurde, nun aber feststellen muss, dass es Dr. Casey noch besser kann. Dr. Kelso stört sich an den hohen Gebühren für die Abfallentsorgung, der Hausmeister bietet ihm an, es günstiger zu machen, versteckt den Abfall aber auf dem Gelände. Ted hat wieder einmal Suizidgedanken, weil ihn Dr. Kelso dauernd fertigmacht. |           |                                |                             |                      |                                         |                 |                                |
| 59 | 13        | Meine Offenbarung              | My Porcelain God            | 17. Feb. 2004        | 23. Sep. 2005 (ProSieben)               | Adam Bernstein  | Tim Hobert & Eric Weinberg     |
| Der Hausmeister hat auf dem Dach eine Toilette installiert, sie soll helfen, Offenbarungen zu haben. Dr. Casey und J. D. sind verwirrt, doch bald stehen die Leute Schlange um Hilfe für ein Problem zu erhalten. Turk bittet J. D. sein Trauzeuge zu sein, als er jedoch zufällig einen Anruf von Turks Bruder auf dem Anrufbeantworter hört, ist er sich nicht mehr sicher, ob er Turks erste Wahl ist. Doch Turk klärt ihn auf: er hat seinen Bruder nur gefragt, weil er sowieso absagen wird. Dr. Kelso hat einen ganzen Flügel des Krankenhauses geschlossen, um Geld zu sparen. Als aber sein Gärtner krank wird, haben Dr. Cox und Carla kein Bett für ihn. Also bringen sie ihn in Dr. Kelsos Büro unter. So sieht der Chef dann, wie unsinnig sein Entscheid war. Elliot hat plötzlich Probleme beim intubieren, aber niemand will ihr helfen, auch Dr. Casey nicht. Doch er legt ihr eine Spur aus Toilettenpapier aufs Dach zur Offenbarungstoilette. |           |                                |                             |                      |                                         |                 |                                |
| 60 | 14        | Meine Schuld                   | My Screw Up                 | 24. Feb. 2004        | 26. Sep. 2005 (ProSieben)               | Chris Koch      | Neil Goldman & Garrett Donovan |
| Zum ersten Geburtstag von Jack sind auch Jordans Geschwister Danni und Ben gekommen. Dr. Cox ist wütend auf Ben, weil er trotz seiner Leukämie in den letzten zwei Jahren keinen Arzt aufgesucht hat. Er weist J. D. an, sofort alle nötigen Untersuchungen zu machen, doch J. D. hat eigentlich keine Zeit, weil er sich um seinen Patienten mit Herzproblemen sorgt. Turk möchte, dass Carla bei der Hochzeit seinen Namen annimmt, doch sie will dies nur machen, wenn er sich sein Muttermal an der Oberlippe entfernt. Als der Herzpatient von J. D. plötzlich stirbt, gibt Dr. Cox ihm die Schuld dafür und schickt ihn nach Hause. Zwei Tage später ist Dr. Cox deswegen immer noch im Krankenhaus und Ben versucht, ihn dazu zu bringen, nun zu Jacks Party zu gehen. Zudem will er, dass er sich bei J. D. dafür entschuldigt, weil er ihn für den Tod des Patienten verantwortlich gemacht hat. Draußen verschwindet Ben plötzlich und J. D. fragt Dr. Cox, ob er eigentlich wisse, wo er ist. Erst da merkt er, dass er nicht bei Jacks Party, sondern auf dem Friedhof bei der Beerdigung Bens ist. |           |                                |                             |                      |                                         |                 |                                |
| 61 | 15        | Meine sexistischen Kollegen    | My Tormented Mentor         | 2. März 2004         | 27. Sep. 2005 (ProSieben)               | Craig Zisk      | Gabrielle Allan                |
| J. D. versucht Dr. Cox nach Bens Tod wieder auf andere Gedanken zu bringen, aber er hat keinen Erfolg. Jordan hat währenddessen Besuch von zwei Freundinnen, die sie moralisch unterstützen. Es braucht ein Weilchen bis Dr. Cox merkt, dass dies eigentlich seine Aufgabe wäre. Die neue Chef-Chirurgin Dr. Miller hat einige Probleme mit dem Macho-Gehabe gewisser Chirurgen und bringt frischen Wind in die Abteilung. Die Schwestern wollen, dass sexistische Anspielungen im Krankenhaus aufhören. Dr. Kelso macht deshalb eine anonyme Umfrage, wer die größten Belästiger sind, und überträgt Carla die Aufgabe, die Fehlbaren dahingehend zu schulen. Doch unvermittelt findet er sich selbst zusammen mit Todd und Dr. Cox im Kreis der Übeltäter wieder. |           |                                |                             |                      |                                         |                 |                                |
| 62 | 16        | Mein Schmetterling             | My Butterfly                | 16. März 2004        | 28. Sep. 2005 (ProSieben)               | Henry Chan      | Justin Spitzer                 |
| Was wäre wenn, darum dreht sich heute alles im Krankenhaus. Was passiert, wenn Dr. Cox einmal zu spät kommt und J. D. pünktlich ist, wenn Turk seinen Glücksbringer nicht hat und Carla vergisst, ihn von zu Hause mitzubringen, wenn Elliot für eine kleine Patientin ihr Lieblingsplüschtier sucht, aber nicht findet, weil der Hausmeister keine Zeit hat, beim Suchen zu helfen. Dann stirbt ein Patient, weil man die richtige Diagnose nicht rechtzeitig gefunden hat. Wenn nun alles in geregelten Bahnen verläuft, J. D. wie immer zu spät kommt, Carla daran denkt Turk seinen Glücksbringer mitzubringen und Elliot dank der Hilfe des Hausmeisters das Plüschtier findet, J. D. zusammen mit Dr. Cox beim Patienten zufällig eine CT macht und sein Problem rechtzeitig erkennt? Trotz des Schmetterlingseffekts stirbt der Patient während der Operation, weil – wie Dr. Cox danach richtig anmerkt – seine Zeit gekommen ist. |           |                                |                             |                      |                                         |                 |                                |
| 63 | 17        | Meine Freundin Carla           | My Moment of Un-Truth       | 30. März 2004        | 29. Sep. 2005 (ProSieben)               | Gail Mancuso    | Rich Eustis                    |
| Der Hausmeister versucht J. D. und Turk zu täuschen, weil er ihnen vormacht, er habe einen Zwillingsbruder. Carla stört sich immer mehr daran, dass Turk allen Frauen hinterher schaut bis ein alter Verehrer von ihr auftaucht und sie zum Essen einlädt. Sie bittet J. D. Turk nichts davon zu erzählen. Elliots Patient tut so, als ob er keine Schmerzen hat, sie hat aber den Eindruck, er habe doch Schmerzen und will ihm Medikamente dagegen verabreichen. Doch Dr. Cox hindert sie daran, weil er weiß, dass der Patient drogenabhängig ist und nur Schmerzmittel abgreifen will. Elliot will ihm nicht glauben, bis sich ihr Patient verplappert. Als sie Dr. Cox gegenüber ihren Fehler eingesteht, gibt er zu, dass er das letzte Mal auf den gleichen Patienten reingefallen ist. |           |                                |                             |                      |                                         |                 |                                |
| 64 | 18        | Mein Freund Turk               | His Story II                | 6. Apr. 2004         | 30. Sep. 2005 (ProSieben)               | Jason Ensler    | Mark Stegemann                 |
| Dr. Kelso lädt Dr. Miller zu einem Anlass ein, Dr. Cox versucht aber sie zu überzeugen, nicht mitzugehen, weil Kelso dies nur macht, damit er mehr Aufmerksamkeit erhält. Doch Dr. Miller merkt schnell, dass Dr. Cox dies nur erzählt, weil er selbst gerne mit ihr ausgehen möchte. Turk sollte die Einladungen für die Hochzeit einwerfen, hat aber plötzlich Skrupel. Zudem macht er bei der Operation des jungen Brian einen Fehler, der dazu führt, dass er seine Hand nicht mehr richtig bewegen kann. Dabei wollte er Klavierspieler werden. Turk getraut sich nicht, ihm die Wahrheit zu sagen, bis er von Carla einen Stoß in die richtige Richtung bekommt. J. D. vertritt Elliot als Clown auf der Kinderstation, weil sie selbst keine Zeit hat. Aus Dankbarkeit schläft sie mit ihm. Kurz darauf steht Sean vor der Türe. |           |                                |                             |                      |                                         |                 |                                |
| 65 | 19        | Meine kniffligste Entscheidung | My Choosiest Choice of All  | 20. Apr. 2004        | 8. Apr. 2006 (ORF eins)                 | Adam Bernstein  | Mike Schwartz                  |
| Nach der Nacht mit Elliot ist sich J. D. wieder einmal im Unklaren über seine Gefühle. Da aber Sean da ist, kann er nicht mit Elliot über das Geschehene sprechen. Zum Glück taucht Danni auf, und J. D. ist abgelenkt. Aber Danni ist nicht mehr die, die sie war, als sie sich kennenlernten. Als Sean J. D. fragt, ob während seiner Abwesenheit etwas zwischen ihm und Elliot war, ist er im Unklaren darüber, ob er es ihm sagen soll oder ob er das Geheimnis bewahrt. Dr. Cox hat ein Auge auf Dr. Miller geworfen, aber Jordan hat gemerkt, dass etwas mit ihm nicht stimmt und neckt ihn damit. Der Hausmeister kann in den Sicherheitsdienst wechseln, bekommt aber sofort ein Problem mit Dr. Kelso, der sich über seine Anweisungen hinwegsetzt. Carla und Turk versuchen allen zu helfen, damit sie die richtigen Entscheidungen in ihren Situationen treffen. |           |                                |                             |                      |                                         |                 |                                |
| 66 | 20        | Meine wahren Gefühle           | My Fault                    | 22. Apr. 2004        | 15. Apr. 2006 (ORF eins)                | Richard Wells   | Debra Fordham                  |
| Elliot und Sean wollen zusammenziehen, sie wissen nur noch nicht, ob sie eine neue Wohnung suchen sollen, oder ob Sean zu Elliot ziehen soll. Carla hat Stress mit der Planung der Hochzeit. Da sie zu viele Gäste eingeladen haben, lädt sie Turks Chefin aus, Dr. Miller bedankt sich dafür, dass Turk nun im OP nur noch helfen darf. Dr. Kelso hat einen Ganzkörpertomograf angeschafft und rührt die Werbetrommel dafür. Dies ärgert Dr. Cox, weil er findet, das sei übertrieben. Cox wettet mit Kelso, dass sich niemand einfach so untersuchen lassen will, doch da betritt der bekannte Hypochonder Harvey Corman (Richard Kind) die Klinik und will sich untersuchen lassen. Doch Dr. Cox bringt ihn dazu, die Untersuchung nicht zu machen. J. D. und Danni haben sich auseinandergelebt, obwohl sie noch Sex miteinander haben. Er gesteht Elliot seine Gefühle, worauf sie mit Sean Schluss macht, als er bei ihr einziehen will. Als Elliot später zu J. D. in die Wohnung kommt, merkt er, dass es nicht die Liebe war, die ihn zu seiner Aussage bewog, sondern die Eifersucht auf Sean.        |           |                                |                             |                      |                                         |                 |                                |
| 67 | 21        | Mein Rückzieher                | My Self-Examination         | 27. Apr. 2004        | 22. Apr. 2006 (ORF eins)                | Randall Winston | Janae Bakken                   |
| J. D. will einen Rat von Danni und ihrem neuen Freund Larry, wie er sich wegen Elliot verhalten soll. Daraufhin beschließt er, die Beziehung weiterzuführen, obwohl er sie nicht liebt. Weil Jordan wegen Jack nicht mehr mit Dr. Cox streiten will, ist er frustriert und muss sich abreagieren. Er legt sich mit dem Hausmeister an, zieht aber den Kürzeren. J. D. findet ihn später im Kühlschrank der Pathologie. Turk hätte Carlas Bruder Marco vom Flughafen abholen sollen, hat es aber vergessen. Dies trägt natürlich nicht zur Verbesserung des Verhältnisses der beiden bei. Als Turk nicht weiß, was er im Gelübde für Carla schreiben soll, bietet Marco seine Hilfe an. Turk merkt nicht, dass ihm Marco eine Szene aus Harry und Sally aufgeschrieben hat. Als er danach ziemlich blamiert um Hilfe bei J. D. bittet, findet er die richtigen Worte und trägt sie allen vor. Dafür sagt J. D. zu Elliot, dass er sie nicht liebt. |           |                                |                             |                      |                                         |                 |                                |
| 68 | 22        | Mein bester Freund heiratet    | My Best Friend’s Wedding    | 4. Mai 2004          | 29. Apr. 2006 (ORF eins)                | Bill Lawrence   | Tim Hobert & Eric Weinberg     |
| Am Tag der Hochzeit muss Turk noch Dr. Miller bei einer Operation assistieren, ist aber überzeugt, dass er pünktlich fertig wird. Doch dann treten Komplikationen auf und die Operation verlängert sich. Als er dann endlich gehen kann, fährt er in die falsche Kirche. Dadurch ist die Hochzeit geplatzt und Carla ziemlich sauer. J. D. nutzt Turks Verspätung um Sean zur Hochzeit zu holen, damit er seinen Fehler mit Elliot wiedergutmachen kann. Jordan und Dr. Cox kommen auch zu spät und bedanken sich bei Carla für die tolle Feier, was diese noch wütender macht. Aber Dr. Cox erklärt Carla, dass es keinen Trauschein braucht, um glücklich zu sein. Als Turk vor dem Abflug in die Flitterwochen noch nach seinem frisch operierten Patienten sehen will, stellt sich heraus, dass er Pfarrer ist. So können Carla und Turk doch noch heiraten. |           |                                |                             |                      |                                         |                 |                                |

## DVD-Veröffentlichung
In den Vereinigten Staaten wurde die DVD zur dritten Staffel am 9. Mai 2006 veröffentlicht. In Deutschland ist die DVD zur dritten Staffel seit dem 13. April 2006 erhältlich.